# 城关街道 (澄城县)
城关街道，是中华人民共和国陕西省渭南市澄城县下辖的一个街道办事处。
2015年，陕西省民政厅批复同意撤销澄城县城关镇，设立城关街道办事处。

## 行政区划
城关街道下辖以下地区：
宝塔社区、岳楼社区、兴华社区、大市场社区、公园社区、矿务局社区、建安处社区、铁运处社区、南关村、北关村、城内村、阳庄村、阳庄堡村、雷庄村、埝村、镇基村、串业村、董家河村和西河村。